# سباق طواف فرنسا 1974
سباق طواف فرنسا 1974 من سلسلة سباقات سباق طواف فرنسا. أقيم هذا السباق في تاريخ 27 يونيو - 21 يوليو، 1974 على 22+Prologue, including four split stages مراحل. بعد مرور 116 ساعة و16 دقيقة و58 ثانية وبعد طي 4104.2 كم بمتوسط 35.241 كم في الساعة فاز بالميدالية الذهبية إيدي ميركس من بلجيكا، فيما حصد رايموند بوليدور من فرنسا الميدالية الفضية، وكانت الميدالية البرونزية من نصيب فيثينتي لوبيث كاريل من إسبانيا.

## الميداليات
| ذهب                 | فضة                     | برونز                         |
| إيدي ميركس - بلجيكا | رايموند بوليدور - فرنسا | فيثينتي لوبيث كاريل - إسبانيا |

## روابط خارجية
- سباق طواف فرنسا 1974 على موقع إحصائيات الدراجات الإحترافية (الإنجليزية)